# 泉州职业技术大学
泉州职业技术大学是中华人民共和国的一所全日制民办本科职业高等学校，位于福建省泉州市。现有两个校区：晋江校区（本部）和泉州校区。
1986年，福建省摩托汽车培训学校成立。1997年，改建为福建省摩托汽车成人中等专业学校。2002年3月，升格为泉州中营职业学院。2006年11月24日，改名为泉州理工职业学院。2018年12月，升格为泉州理工职业学院（本科）。2019年5月，更名为泉州职业技术大学。